# Col de la Coume d'Agnel
Le col de la Coume d'Agnel (Coll de Coma d'Anyell en catalan) est un col pédestre des Pyrénées à 2 470 m d'altitude à la limite des départements de l'Ariège et des Pyrénées-Orientales, en Occitanie. Il est emprunté par le sentier de grande randonnée 10 qui parcourt les Pyrénées françaises entre l'océan Atlantique et la Méditerranée.

## Toponymie
Le nom du col est lié à la fois au ruisseau de la Coume d'Agnel qui s'écoule vers l'étang des Bésines et qui prend sa source sur le flanc sud du pic de la Coume d'Agnel (2 249 m).
Le nom anyell signifie « agneau » en catalan et est courant dans la toponymie locale du relief. Il est parfois un dérivé par confusion du catalan anell qui désigne un anneau, sans que l'on puisse toujours trancher lequel, de l'agneau ou de l'anneau, est à l'origine du nom.

## Géographie

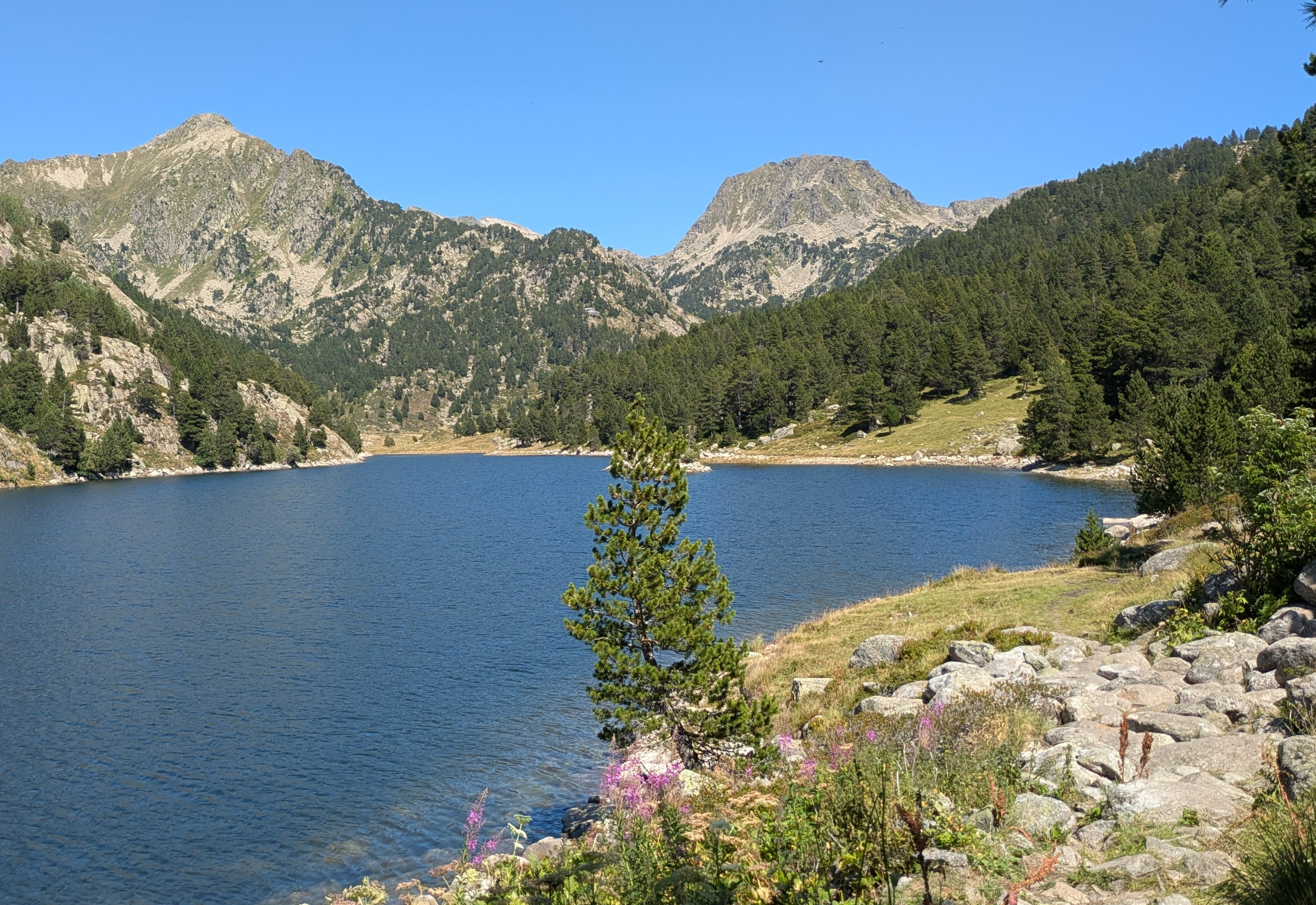
Le col, vu depuis l'étang des Bésines, avec le puig des Bésineilles sur la droite.

Situé à l'altitude de 2 470 m sur le flanc nord-est du Puig des Bésineilles (2 632 m), le col permet de joindre uniquement par voie pédestre la haute vallée de l'Ariège (commune de Mérens-les-Vals) au nord-ouest et l'étang de Lanoux (Estany de Lanós en catalan). Étang glaciaire surélevé par un barrage, il se situe au sud du col, en totalité sur la commune de Angoustrine-Villeneuve-des-Escaldes. C'est le plus grand lac des Pyrénées françaises avec 1,71 km², au nord de pic Carlit ou Puig Carlit 2 921 m, lequel a donné son nom au massif environnant.
Le sentier de grande randonnée 7, suivant approximativement la ligne de partage des eaux entre le versant mer Méditerranée et le versant mer du Nord-Manche-Atlantique depuis le ballon d'Alsace (massif des Vosges) jusqu'en Andorre, croise le sentier de grande randonnée 10 à proximité immédiate de col et de l'étang du Lanoux.

## Histoire
Entre le traité de Corbeil, signé le 11 mai 1258 entre les royaumes de France et d'Aragon, et le traité des Pyrénées, signé le 7 novembre 1659 entre les royaumes de France et d'Espagne, le col constituait la frontière entre les deux pays, alors distingués entre le comté de Foix au nord et le comté de Cerdagne au sud.

## Activités

### Randonnée
Sur le versant ariégeois se trouve le refuge gardé des Bésines sur le GR 10 à 2 104 m d'altitude et le refuge gardé d'en Beys sur le GR 7 à 1 970 m d'altitude.